# Michel Lentz
Michel Lentz (21. května 1820 Lucemburk – 8. září 1893 Lucemburk) byl lucemburský básník, jenž má v Lucembursku status národního básníka.
Svá díla psal výhradně v lucemburštině. Jeho báseň Ons Heemecht (Naše vlast) se stala textem lucemburské národní a státní hymny. Napsal též slova a hudbu k písni Feierwon, jež byla zpívána poprvé u příležitosti příjezdu prvního vlaku do Lucemburku 4. října 1859.